# Jorge de Ataíde
Jorge de Ataíde (Lisboa, 1535-Castanheira, 17 de enero de 1611) fue un religioso portugués, que se desempeñó como Obispo de Viseu y miembro del Consejo de Estado de Portugal.

## Biografía
Nacido en 1535, tuvo como padre a António de Ataíde, I Conde de Castanheira y como madre a Ana de Távora, hija de Álvaro Pires de Távora, señor de Mogaduro.
Estudió cánones en la Universidad de Coímbra y en 1562, por disposición de la reina Catalina, fue canonista en el Concilio de Trento, junto con el dominico Luis de Sotomayor y el franciscano Antonio de Padua. De allí viajó a Roma, donde tomó parte de las reformas del misal y el breviario romano. Rápidamente tuvo que regresar a Portugal por la muerte de su padre Antonio.
En este país se convierte en presidente de la Mesa de Conciencia y Órdenes y en 1568 también en Obispo de Viseu, consagrado por Julián de Alva. En 1578 se enfrentó al Sebastián de Portugal por el nombramiento de su hermano Luis de Ataíde para dirigir la Armada que se alistaba para la segunda campaña de África y su posterior renuncia a su nominación como Virrey de India. La armada terminó siendo dirigida por Diego de Sousa.
La disputa siguió con la renuncia de Ataíde a la Santa Sede, obligado por el monarca. Sin embargo, Ataíde no cayó en desgracia y fue nombrado miembro del Consejo de Estado del Enrique I de Portugal y también como capellán mayor de la casa Real.
Durante la crisis sucesoria de 1580, apoyó a Felipe II, siendo de los primeros en servirle en Badajoz y asistiendolo en asuntos eclesiásticos desde su llegada a Portugal. Como recompensa a sus servicios, se le confirmó como capellán mayor, cargo que ocupó hasta su muerte en 1611, se convirtió en merced de la abadía de Pombeiro y se le prometió el capelo cardenalicio. Durante los primeros meses del gobierno de Felipe II, tomó una activa participación en las juntas fiscales y el mantenimiento de la armada portuguesa, además de participar de la reestructuración de la Casa Real y participar como juez en el proceso contra Antonio, prior de Crato, que se había enfrentado a Felipe en la guerra de sucesión portuguesa. 
En 1580 fue llamado a formar parte del Consejo de Portugal, junto con personalidades como Cristóbal de Moura, Pedro Barbosa, Francisco Nogueira y Nuno Álvarez Pereira. Allí tuvo un destacado papel político. El 25 de noviembre de 1585, el papa Sixto V lo nombró como comendatario del monasterio de Alcobaça, en detrimento del arzobispo de Lisboa Jorge de Almeida, además de ser nombrado limosnero mayor propietario de este mismo monasterio. Durante su gestión en este cargo organizó las finanzas y reorganizó la hacienda. 
Sin embargo, la llegada al poder de Felipe III significó su apartamiento de la labor política, ya que el nuevo hombre fuerte de la monarquía, el marqués de Denia, Francisco Gómez de Sandoval y Rojas, practicó el nepotismo y nombró a sus familiares en los puestos de gobierno. Así, en 1600 se le ofreció el puesto de Inquisidor general de Portugal a Ataí; sin embargo, este lo rechazó al no venir junto con el prometido capelo cardenalicio. En 1602 presentó su renuncia al consejo de estado y regresó a Portugal en 1603. Allí continuó sus labores sacerdotales hasta su muerte en Castanheira el 17 de enero de 1611, siendo enterrado junto a sus padres en el convento de los capuchinos de esa ciudad.